# Cempoala

Lage von Cempoala am Golf von Mexiko

Cempoala (oder Zempoala) war eine mesoamerikanische Stadt am Golf von Mexiko, die ca. 1200 n. Chr. gegründet wurde. Der Name bedeutet „Ort der zwanzig Gewässer“. Cempoala entwickelte sich zu einer der größten Städte der Region. Heute ist die im mexikanischen Bundesstaat Veracruz befindliche Stadt verlassen und eine archäologische Stätte. Sie liegt nur wenige Kilometer von der Stadt Veracruz entfernt.

## Geschichte

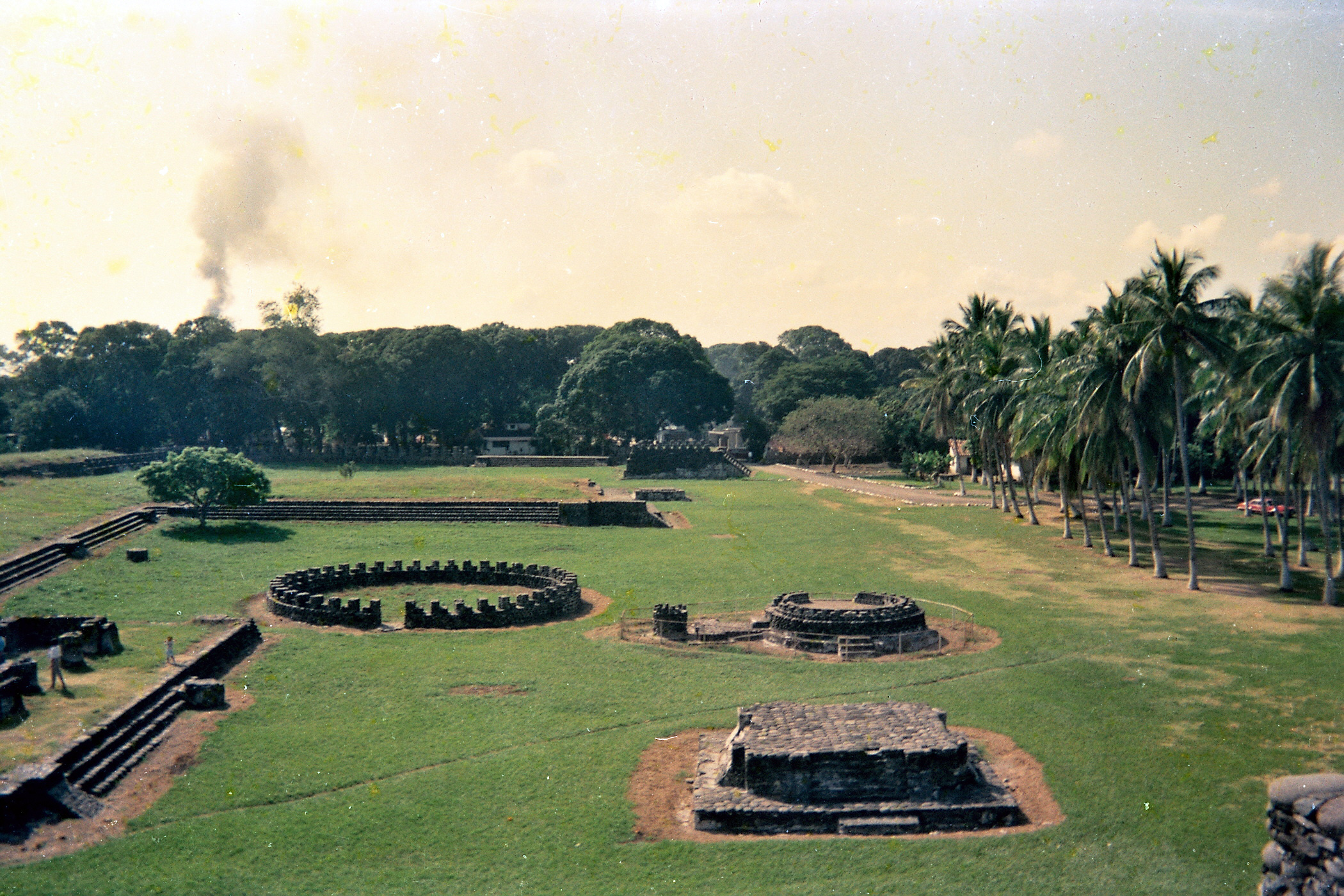
Die archäologische Stätte, von einem Tempel aus gesehen

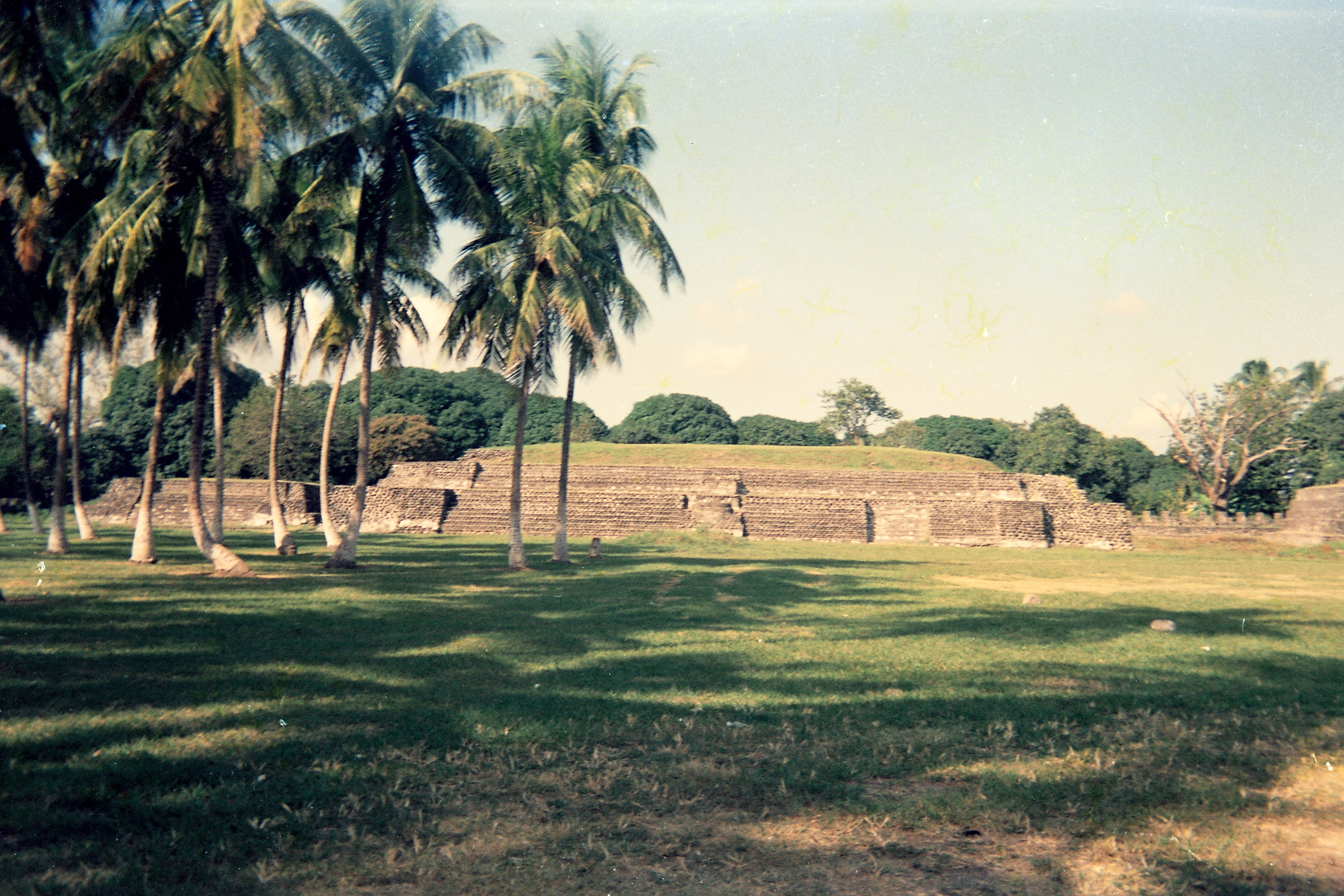
Blick auf die archäologische Stätte des ehemaligen Cempoala

Cempoala war die Hauptstadt des Königreichs Totonacapan. Auf ihrem Höhepunkt war sie von ca. 25.000 bis 30.000 Menschen bewohnt. Das Volk der Totonaken, das an der Golfküste lebte, wurde von den Azteken besiegt und unterworfen. Die Azteken eroberten 1463 Cempoala. Die besiegten Totonaken waren ihnen fortan tributpflichtig.
Bei der Ankunft der Spanier 1519 wurden die Totonaken die ersten Verbündeten von Hernán Cortés. Quauhtlaebana, der „dicke Kazike“, versuchte dieses Bündnis zu festigen, indem er Hernán Cortés seine Tochter als Frau aufdrängte.
Im Jahr 1520 fand in Cempoala die Schlacht zwischen Hernán Cortés und Pánfilo de Narváez statt, der mit dem Auftrag angereist war, Cortés zu verhaften. Cortés siegte trotz zahlenmäßiger Unterlegenheit. Nach dem Sieg übernahm er das Kommando über die Soldaten seines Gegners, was seine militärischen Chancen bei der Eroberung des Aztekenreiches entscheidend verbesserte.
Durch eingeschleppte Seuchen wurden die Einwohner von Cempoala sehr dezimiert. Seit etwa 1600 ist die Stadt verlassen.

## Archäologische Stätte
Das bis heute freigelegte Gelände macht nur einen Teil der gesamten Anlage aus. Besonderheit sind dabei bisher die drei unterschiedlichen aus großen Geröllsteinen gemauerten Ringe mit ihren aufgesetzten Stufensäulen (43, 28 und 13 Säulen). Vermutlich wurden diese Ringe zu astronomischen Messungen genutzt, um beispielsweise Sonnen- oder Mondfinsternisse vorherzusagen.